# Поджече (Малопольське воєводство)
Поджече (пол. Podrzecze) — село в Польщі, у гміні Подегродзе Новосондецького повіту Малопольського воєводства.
Населення — 567 осіб (2011).
У 1975-1998 роках село належало до Новосондецького воєводства.

## Демографія
Демографічна структура станом на 31 березня 2011 року:
|          | Загалом | Допрацездатний вік | Працездатний вік | Постпрацездатний вік |
| -------- | ------- | ------------------ | ---------------- | -------------------- |
| Чоловіки | 293     | 70                 | 193              | 30                   |
| Жінки    | 274     | 62                 | 169              | 43                   |
| Разом    | 567     | 132                | 362              | 73                   |